# 柳州站
柳州站位于中国广西壮族自治区柳州市柳南区南站路6号，于1941年启用，为中国铁路南宁局集团有限公司管辖的客货运一等站。当地人一般将其称为“南站”，以区别于柳州北站。经过铁路有湘桂铁路、衡柳铁路、柳南城际铁路、黔桂铁路、焦柳铁路以及2014年8月批复的柳肇铁路柳州至梧州段。

## 历史

### 早期发展
柳州站于1941年3月建成，当时称柳江南站，由湘桂铁路管理局管辖，设3股到发线、2股半存车线。1944年6月，黔桂铁路柳州至清泰坡段通车，该段在起点柳江南站与湘桂铁路接轨。同年11月，在日军入侵柳州前夕，柳江南站被湘桂铁路管理局奉国民党军事当局命令炸毁，直至抗战胜利后恢复通车。1946年，湘桂铁路管理局、黔桂铁路工程局合并为湘桂黔铁路工程局，柳江南站划归该局管辖，后更名为柳州总站，1950年1月起由刚成立的衡阳铁路管理局柳州铁路分局管辖，1950年8月1日更名为柳州站。
1950年8月30日，柳江铁路特大桥建成通车，柳州站开始承接原先由柳州北站担当的列车编组工作，成为三级编组站，1951年5月经铁道部核定为二等站。1951年12月，衡阳铁路管理局在修建湘桂铁路来宾-镇南关段时，将柳州站站场扩建至7股道，增建站房1588平方米。1952年1月，柳州站由南宁铁路分局管辖，次年1月起隶属柳州铁路管理局，1956年由柳州铁路分局管辖。
1957年，柳州站设客车到发线3股，货车到发线兼编组线共6股，次年黔桂铁路金城江-都匀段修复通车，柳州站扩建至11股道。柳州站于1958年1月改由柳州铁路局直接领导，同年10月起由柳州铁路局柳州铁路办事处管辖。黔桂铁路1958年12月全线通车后，柳州站的运量持续增加，1961年扩建至18股道，其中包括客车到发线5条、货物到发、编组线8条、存车线5条，此外还有轨道车停留线2条和机车待避线1条。

### 客货分站
1964年1月，柳州站划归柳州铁路分局，同年全年接发车能力为57列/日，解编能力817辆/日，实际完成日均办理车数达1600辆，时常发生堵塞现象，唯因站场周边为工矿企业及柳州铁路局所属厂房且建有22条专用线，柳州站站场无法继续扩建。
1965年11月19日，柳州南站建成，初期由柳州车站统一管理，1966年10月起分开管理。柳州站南端道岔咽喉区和疏解客车进路于1965年12月改建，此后柳州站货物列车作业及柳东货物车发送业务均于1966年1月交由柳州南站办理，柳州站也改以办理客运业务为主，兼办柳南工业区专用线取送车业务。1968年2月，柳州站站房扩建至4067平方米，1969年4月再次扩建至4200.4平方米，同时增建雨棚、地道、中间站台等设施，1971年建成大站电气集中设备，开始使用色灯信号机及电力联锁器联锁设备。

### 两次全面改建
1980年，柳州站改建客车到发线14股道，1至4道铺设乳化沥青道床、宽轨枕无缝线路，次年柳州站由柳州铁路局核定为一等站。1982年4月，柳州铁路局在柳州站站房南端新建面积660平方米的软席候车室。1985年12月，为适应北京-南宁5/6次特快列车由15辆扩大编组为20辆的需要，柳州铁路局投资47.9万元将柳州站1站台延长至495米，2站台增设雨棚4212平方米，并改善客车进站、信号和道岔咽喉区，相关设施1986年交付使用。截至1986年，柳州站单日最大集结人数已达到3800人，原站房的设施逐渐无法满足日益增长的客运量，柳州铁路局因此于1986年11月开始对柳州站站房进行全面改造，扩建站房总面积11511平方米，其中候车厅面积5500平方米，行包房面积2281平方米。1987年8月，柳州局在站房北侧新建面积1734平方米的售票厅。1988年12月25日，改造后的柳州站站房交付使用，而柳州站1988年的旅客发送量已达到448.8万人。
1992年，柳州站共有18股道，其中客车到发线5条、货车到发线8条、编组线4条、救援列车存车线1条；客运设备则包括旅客站台3座、进出站地道2座、旅客候车室7个（含母子候车室、软席候车室各1个）、售票厅1座（设21个售票窗口），市内售票所1座（设6个售票窗口），日均办理客车接发能力62列。此外，柳州站彼时还设有24条办理装卸车作业的专用线。
2001年，柳州铁路局耗资4500万元，再次对柳州站站房进行改造，当时新建的站房面积7366平方米，外立面采用玻璃幕墙，设有四层，其中1、2层为候车室，最高旅客集结人数5000人，设普通候车室3个，软席候车室及军人/母婴候车室各1个，售票厅设20个售票窗口；车站设2条地道，增设1座进站天桥。这一改建工程于2002年12月28日竣工。:51-522009年，由于玻璃幕墙偶有开裂，容易对过往人员造成潜在危险，柳州站外立面原有的玻璃幕墙被金属面岩棉夹心板替换。

### 引入高速铁路

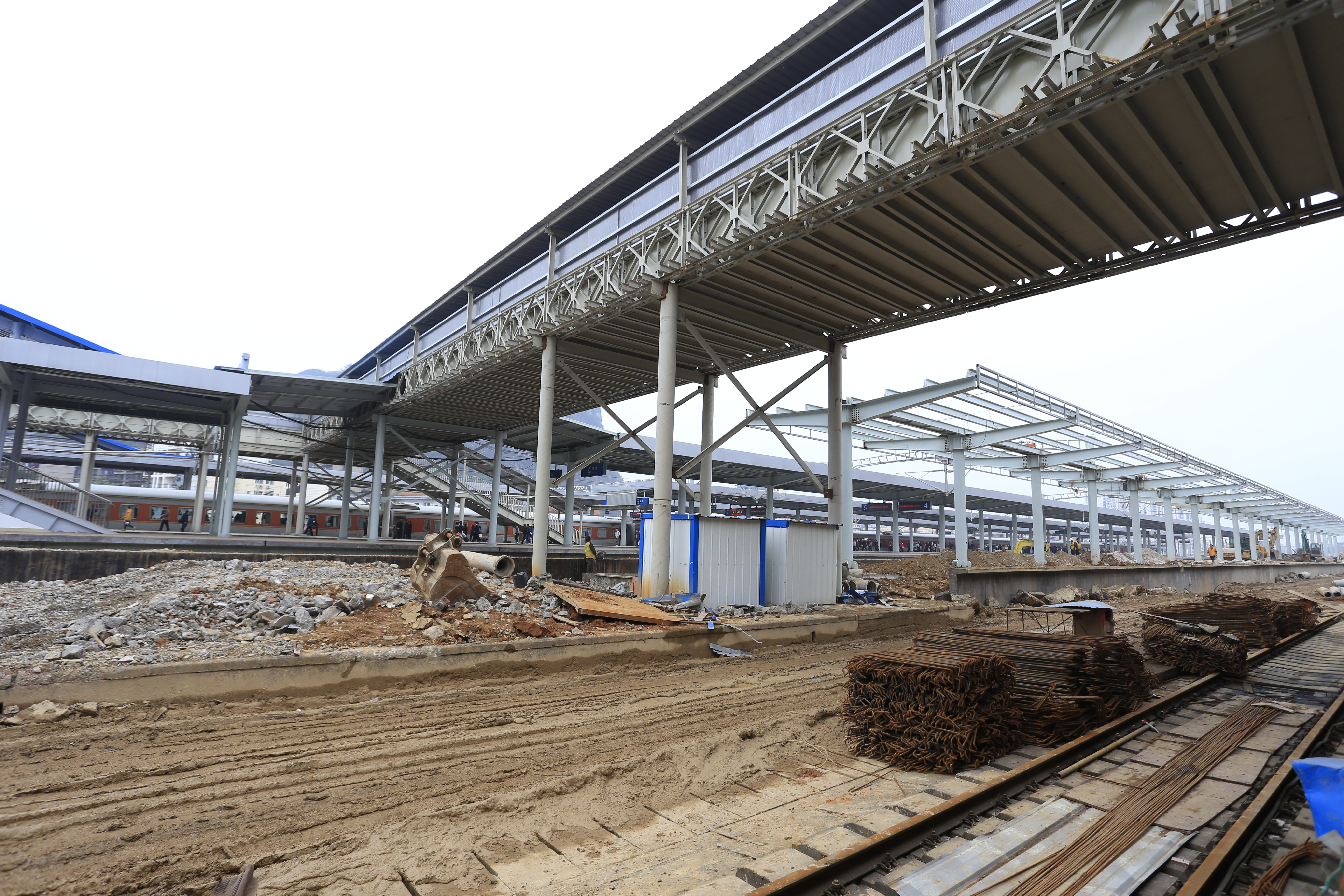
2014年3月，改建中的柳州站

截至2013年4月，柳州站只有3个旅客站台且均为低站台。因应衡柳铁路和柳南城际铁路引入，柳州站于2013年4月开始进行站场改造，工程包括新建3个高站台、改造3个既有站台，旅客列车到发线也增至11股。2013年11月18日凌晨，因应柳南客专与衡柳铁路在柳州站内拨接施工，柳州站暂停所有旅客列车运行，新建的4、5号高站台及6至10道于当天上午10时许启用，停靠在6道的K1561次列车成为首班使用柳州站高站台的旅客列车，柳州站的普速列车此后由1至5道改经新建的6至10道，以便对既有站台进行改造。此后，由于封闭施工，柳州站多班列车晚点，甚至有列车晚点逾15小时。
2013年12月9日，由于衡柳线柳州西-柳州区间及柳南客专线柳州-进德区间密集开行检测动车组，南宁铁路局对12月9日至13日期间经停柳州站的列车采取停运或是停售措施，柳州出发的车票全数暂停发售，直至当月14日恢复。2013年12月30日，随着南宁-桂林普通动车组列车开行，柳州站正式开通动车组列车。
2014年5月，柳州站站场改造工程通过竣工验收，唯当时只有五个高站台。同年7月1日，原由北京西至桂林的G529/530次列车延长至柳州站始发终到，柳州得以开通跨省高速动车组列车，同时柳州站根据加开动车组列车的需要，增加了部分设备，临时候车室装修为动车候车室。

### 新站房建设

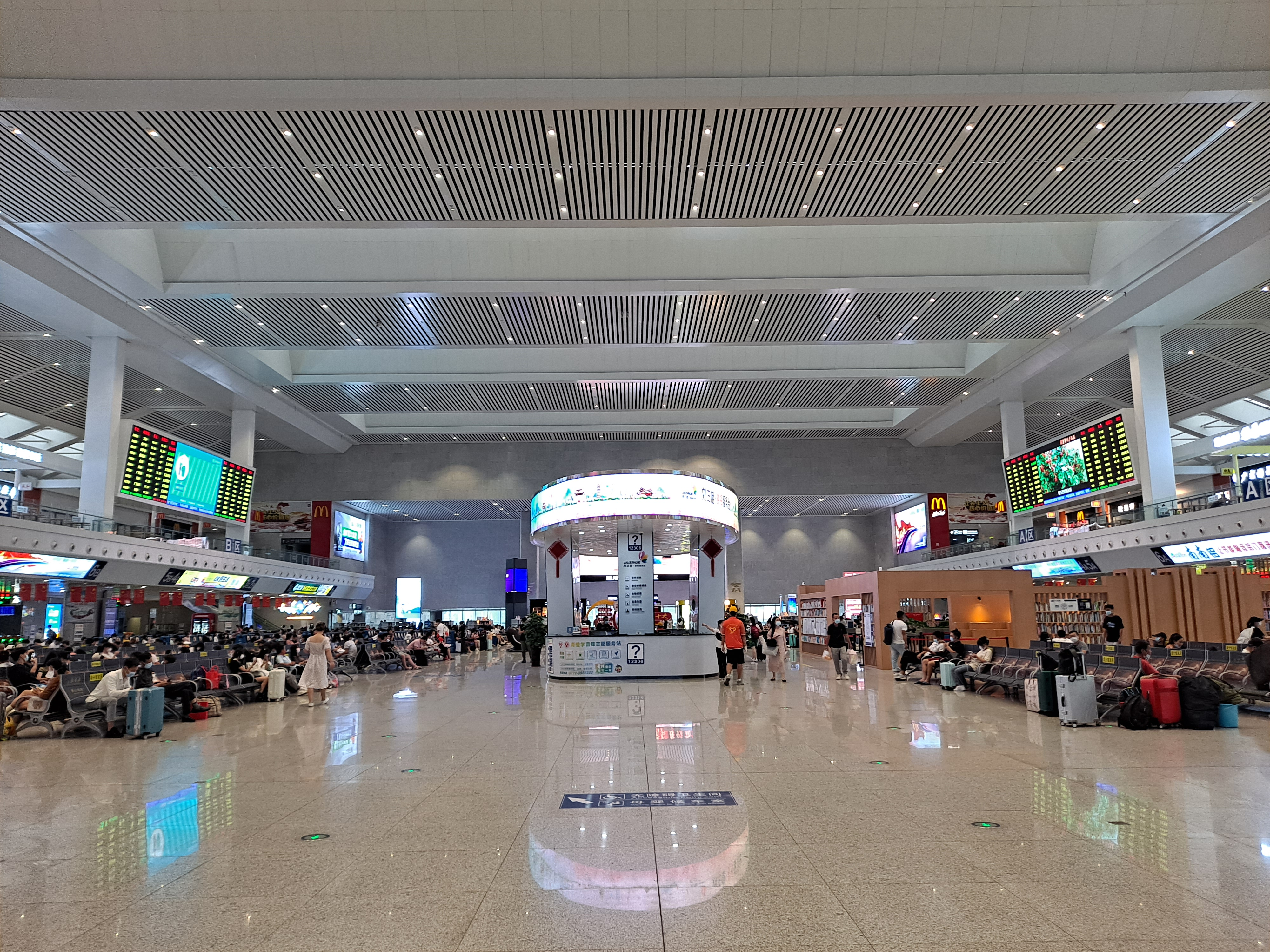
柳州站高架候车室

在引入衡柳、柳南等铁路线后，柳州站客流迅猛增长，2015年日均接发旅客列车176列，当年10月1日的客流量更突破6万人次；然而，柳州站进站通行能力和候车能力严重不足，既有的线侧平式站房已不敷应用。2015年8月，柳州站站房扩建工程可行性研究报告获中国铁路总公司批复，扩建后的车站总规模达7.97万平方米，其中站房建筑面积5万平方米，属于高架站房，建筑包括地上两层、地下一层，高架候车室宽度104米，出站地道宽24米。2015年12月31日，站房扩建工程开工，初期修建西站房及6-11站台上方的高架候车室。
2016年5月28日凌晨，柳州站封锁6-11站台，进行高架候车室建设，1-5站台继续接发旅客列车，而此前为缓解接发列车能力不足的问题，柳州站暂时减少部分旅客列车。因应柳州站西站房的建设，柳州站西侧的红岩路、鹅山路、和平路、龙屯路于2016年开始改造，其中位于西站房前的红岩路已于2017年1月完成由2车道拓宽为4车道的工程。
柳州站西站房于2017年3月1日凌晨5时开始办理售票、候车业务，K150次列车成为西站房启用后第一班由柳州站发出的列车，位于南站路的原东站房入口也在当天凌晨3时封闭。但由于当时仅开放1-5站台，西站房检票口至站台需经过高架候车层临时通道及老站房的进站天桥，西站房启用初期的停止检票时间由开车前5分钟改为开车前8分钟；因当时西站房出站通道仍未竣工，出站旅客仍从南站路（东站房）出站口出站。同年3月13日，柳州站东站房的拆除工作开始进行。
2017年9月12日，柳州站西站房出站通道启用，实现“西进西出”，7至11站台启用，西站房一层取消临时候车区，原南站路出站口以及1至5站台同时封闭。柳州站东站房主体结构已于2018年完工，东侧高架候车室及2至5站台于2018年12月6日启用，但仍然维持西站房进出站的安排，6至8站台也临时封闭。2019年9月29日，柳州站东站房、东广场正式投入使用，高架候车室、出站地道东西贯通。

## 车站结构

### 站场

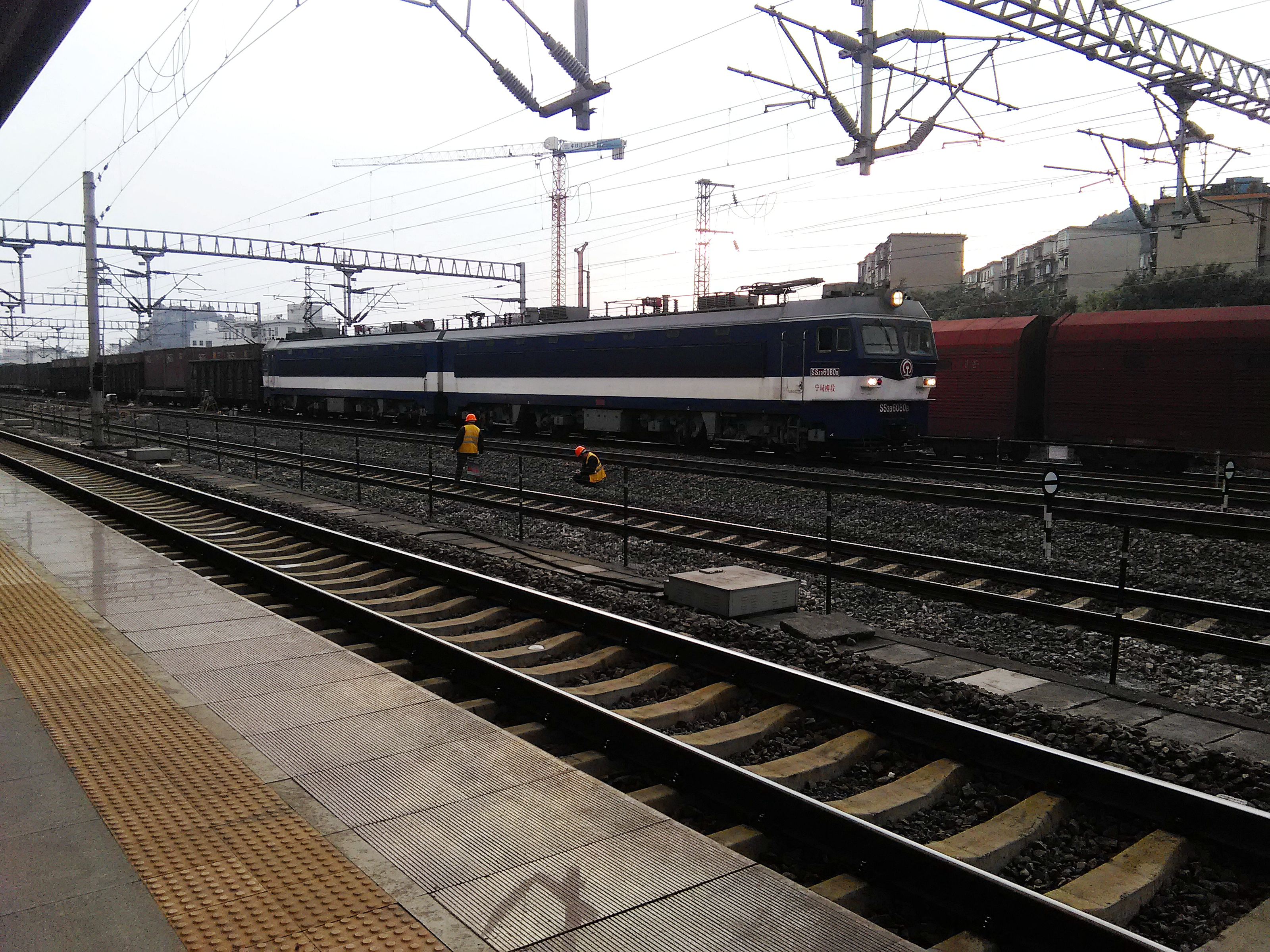
柳州站货正线

柳州站站场分为客车场和货车场。其中客车场位于站场东侧，为5台11线规模，编号1-11道。客车场设有一座长550米、宽13米的基本站台和五座长550米、宽10.5米的中间站台；客车场II道、XI道为衡柳铁路-柳南城际铁路正线，其中XI道兼具货物列车到发功能。
货车场位于站场西侧，设有5条股道，编号12-16道。其中12道为到发线，XII道、XV道为黔桂铁路正线，15道、16道为调车线。柳州站北端咽喉有防腐厂专用线从西面接入，南咽喉有柳州机车车辆厂专用线从西面接入。
柳州机务段和柳州车辆段位于车站南咽喉，被柳南城际铁路正线、湘桂铁路下行正线和湘桂铁路上行正线之间。柳州动车存车场位于车站东北侧磨滩村，于2019年12月29日启用。

## 旅客列车目的地

### 动车组列车目的地

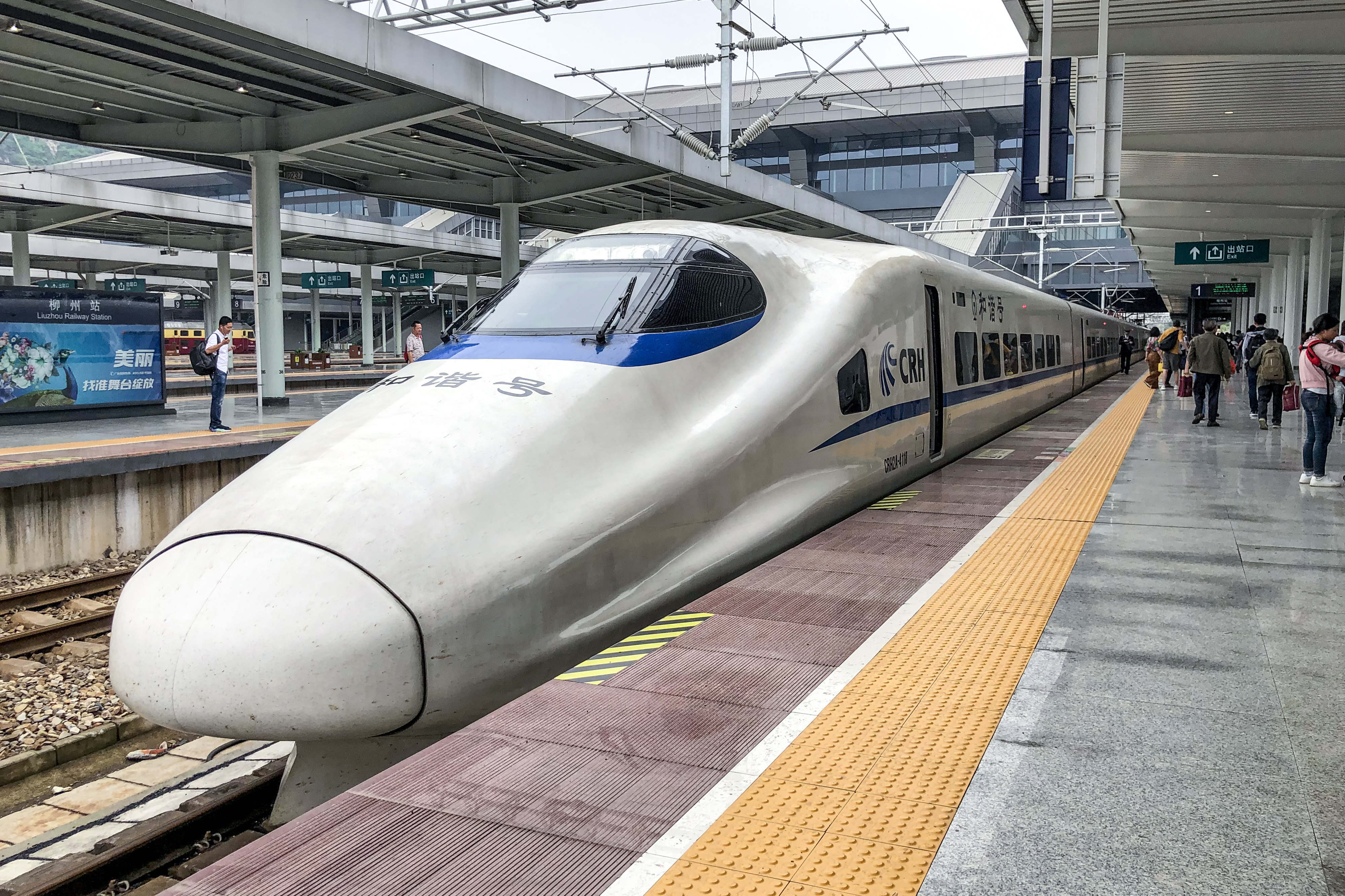
广州南至柳州的D2993次列车终到柳州站1站台

目前柳州站有始发经停开往全国各地的普通旅客列车和开往南宁，桂林，北海，贵阳北、贺州、广州南、深圳和防城港北等方向的动车组列车，以及经由衡柳线、京广高铁、沪昆高铁去往北京、石家庄、郑州、武汉、长沙、杭州、上海、济南等省市的跨省局高速动车组列车。
| 列车所属路局 | 目的地（粗体表示有柳州站始发到该站的列车，非粗体表示只有经停列车）                                                                                             |
| ------------ | --- |
| 南宁局集团   | 北海、北京西、防城港北、广州南、深圳、桂林、桂林北、贵阳北、贺州、济南西、昆明南、南京南、南宁、南宁东、三江南、上海虹橋、深圳北、梧州南、西安北、兴安北、玉林 |
| 北京局集团   | 北京西、南宁东、石家庄 |
| 成都局集团   | 北海、贵阳北 |
| 广州局集团   | 广州南、長沙南、南寧東 |
| 昆明局集团   | 衡阳东、昆明南 |
| 上海局集团   | 南京南、南宁东、宁波 |
| 武汉局集团   | 南宁东、武汉 |

### 普速列车目的地

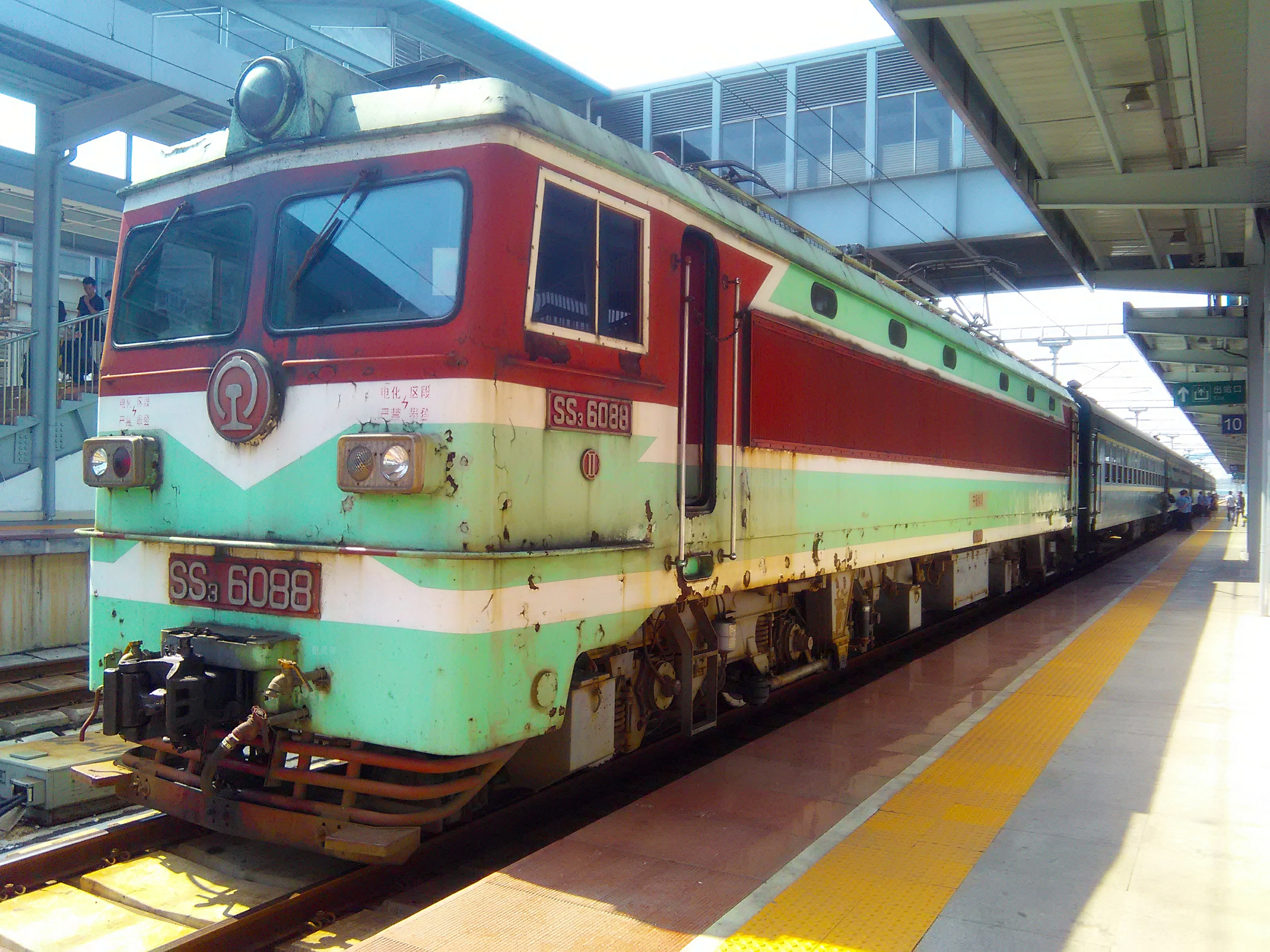
K9321次列车（现K9323次列车）停靠

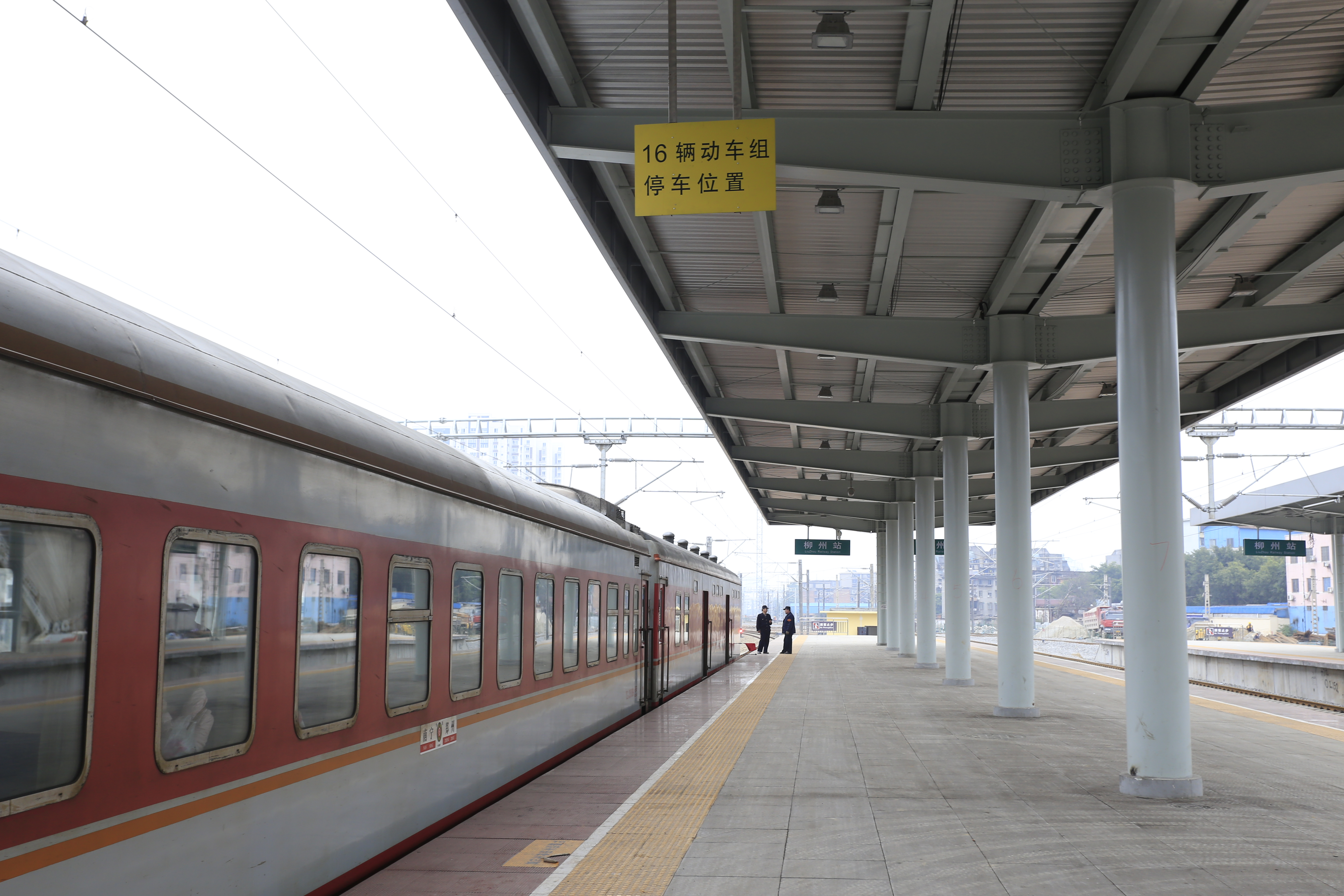
K1627次列车停靠

经由衡柳线、柳南客专线或湘桂线柳南段的大部分旅客列车均在柳州站停靠。
目前在柳州站停靠的普速列车终到站分布如下：
| 列车所属路局           | 目的地                                                                             |
| ---------------------- | ---------------------------------------------------------------------------------- |
| 中国铁路南宁局集团     | 北京西、成都東、南充北、金城江、南丹、深圳東、南京、南宁、上海、上海南、湛江、郑州 |
| 中国铁路呼和浩特局集团 | 包头、南宁（集通公司担当）                                                         |
| 中国铁路济南局集团     | 南宁、青岛北                                                                       |
| 中国铁路昆明局集团     | 昆明、上海南                                                                       |
| 中国铁路南昌局集团     | 九江、南宁                                                                         |
| 中国铁路上海局集团     | 徐州、南宁（隔日）                                                                 |
| 中国铁路沈阳局集团     | 长春、南宁                                                                         |
| 中国铁路武汉局集团     | 湛江、襄陽                                                                         |
| 中国铁路郑州局集团     | 海口、新鄉                                                                         |

## 下辖车站
柳州车站是中国铁路南宁局集团下辖的直属车站，于2020年4月8日由原柳州车站、柳州南站和原由柳州车务段管辖的柳州北、鹧鸪江等5个车站整合而成。柳州车站管辖以下12个车站和1个线路所：
- 特等站：柳州南站
- 一等站：柳州站、鹧鸪江站
- 二等站：柳州北站
- 三等站：太阳村站
- 四等站：柳州西站、青茅站、进德站、柳江站、成团站、福塘站、洛满站
- 线路所：拉堡线路所